# Kardinal

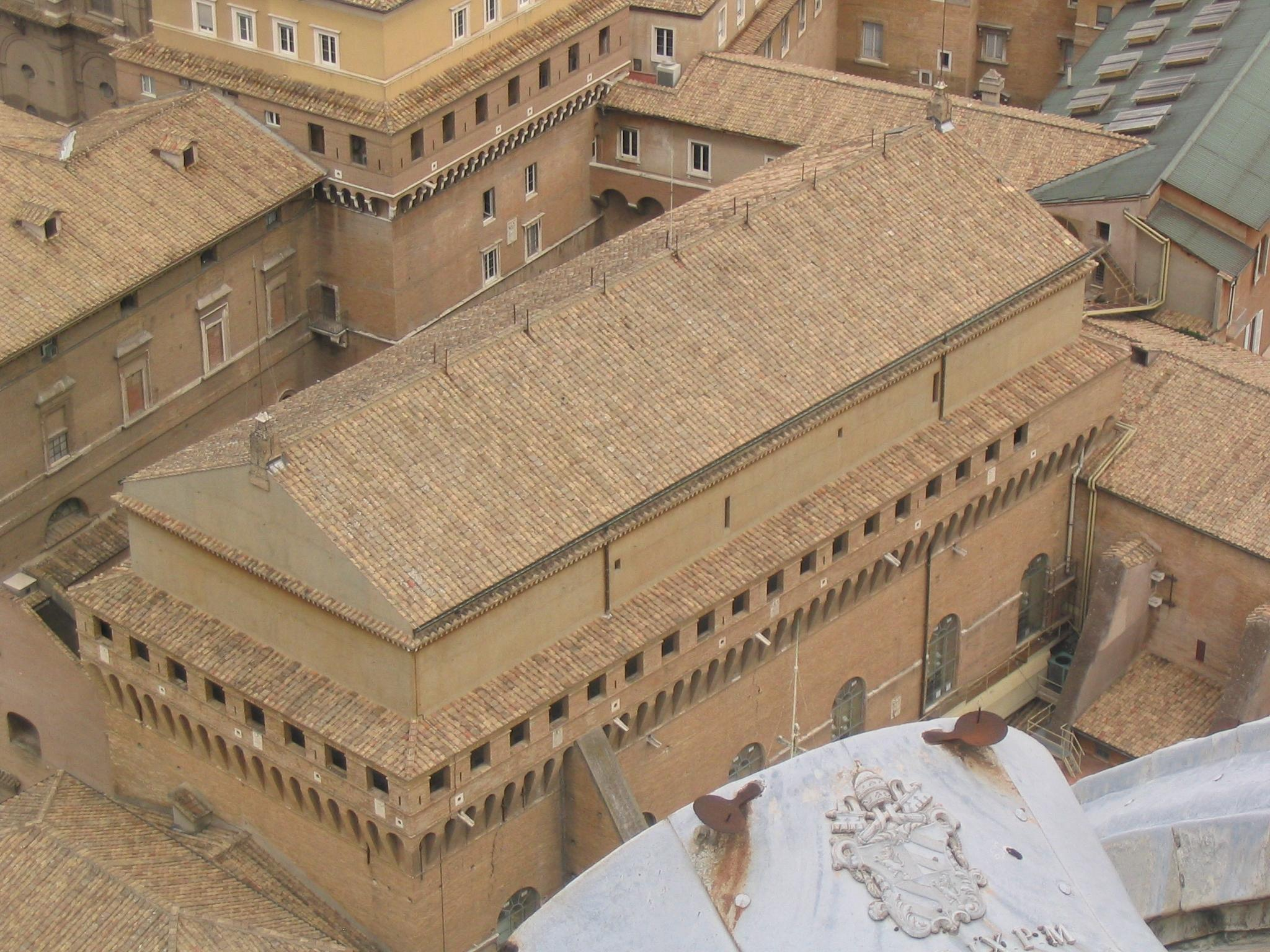
Konklaven sammanträder i Sixtinska kapellet.

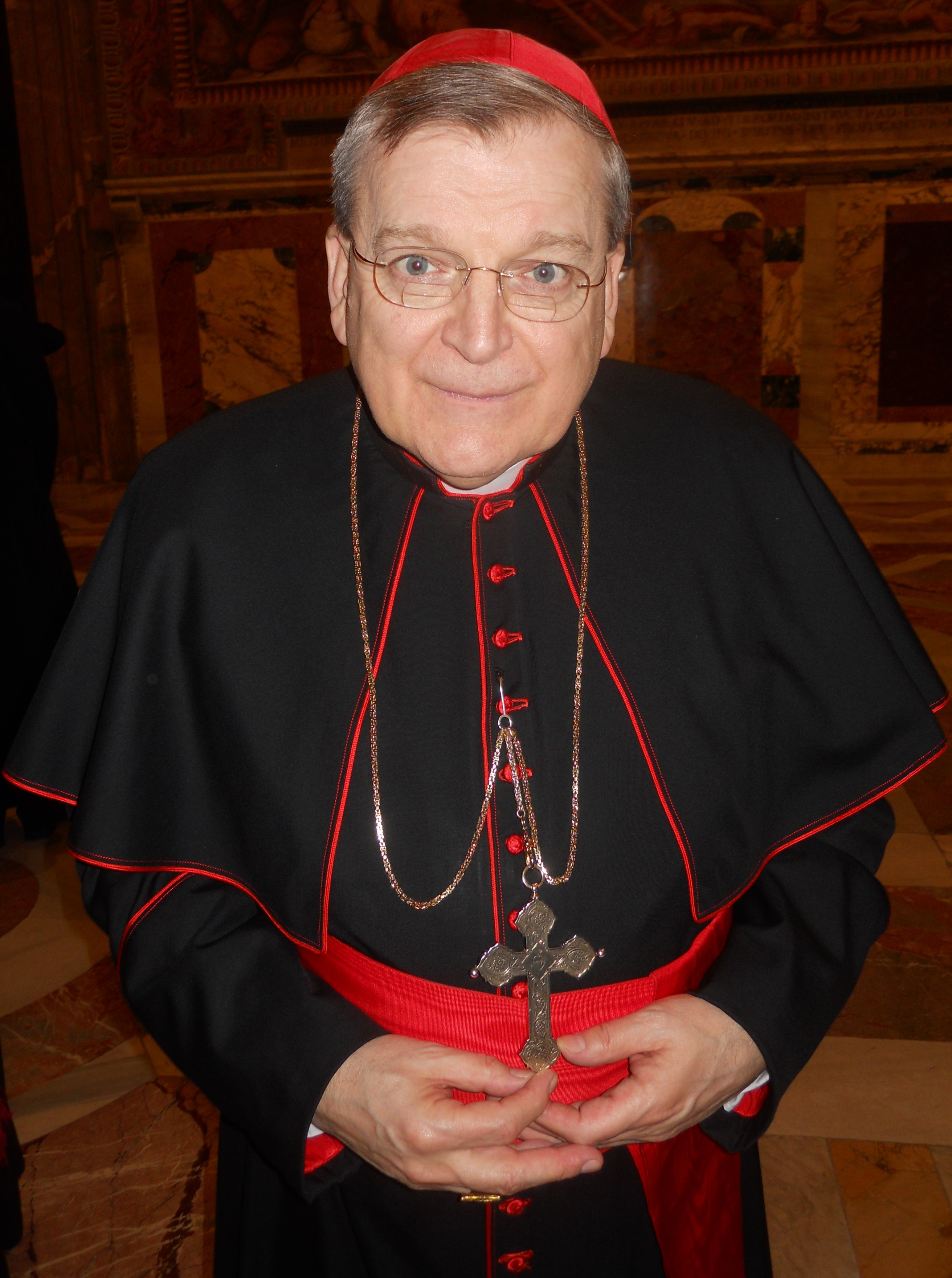
Kardinal Raymond Leo Burke år 2014.

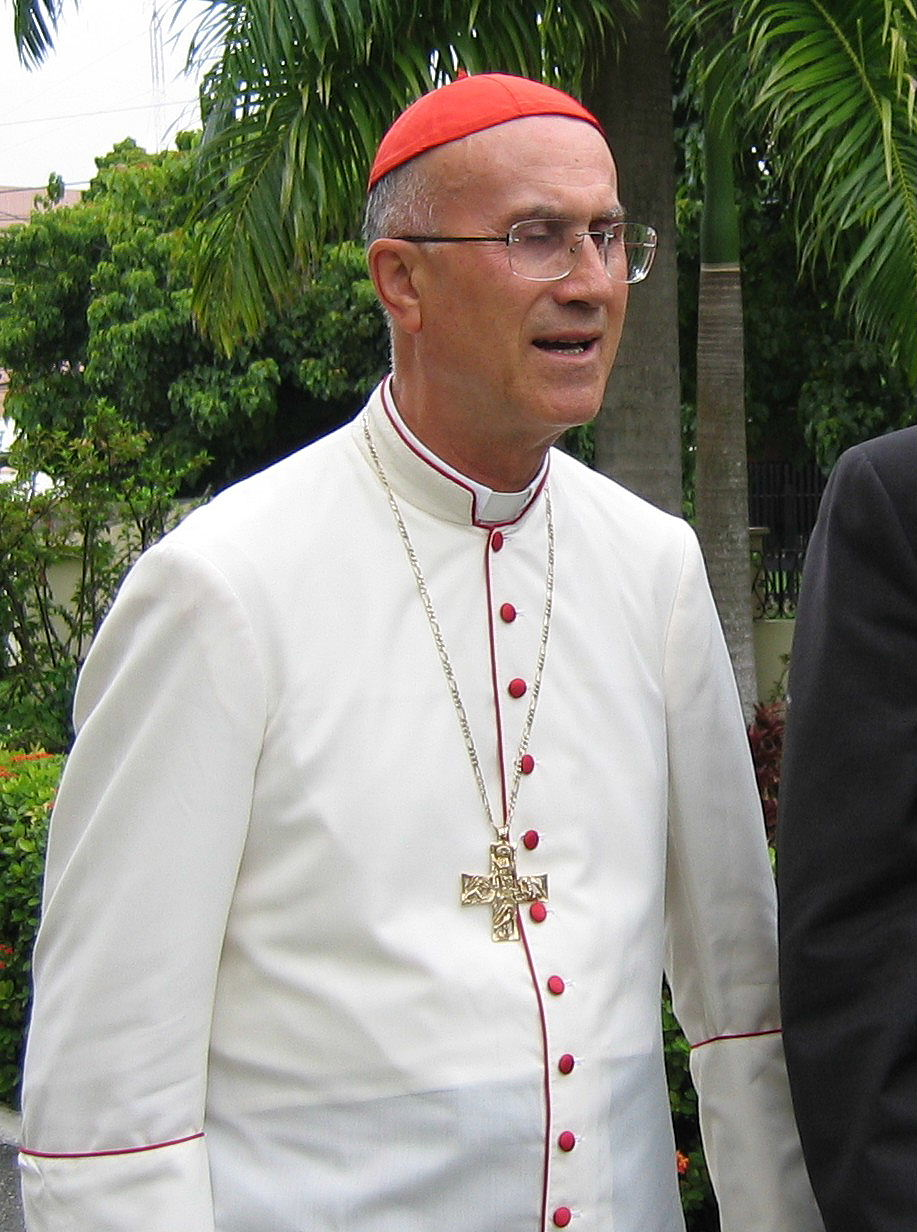
Kardinal Tarcisio Bertone. I varmt klimat kan de ha vita kläder på sig som på bilden.

Kardinal är en titel i Romersk-katolska kyrkan för dem som ingår i kardinalkollegiet, och bistår i den egenskapen påven i ett givet ämbete eller, i egen person eller som del av kollegiet, fungerar som påvligt råd. Kardinaler kan tillhöra såväl den romerska som katolska östkyrkor.
Kardinalatet är till skillnad från biskopsämbetet ingen vigning utan en värdighet. Kardinalerna utgör kardinalskollegiet och sammanträder efter påvens död i den valkorporation, konklaven, som har till uppgift att utse ny påve. Sedan Paulus VI äger endast de som ännu inte fyllt 80 år rösträtt (motu proprio Ingravescentem aetatem den 20 november 1970).
Per den 9 augusti 2025 består kardinalkollegiet av 248 kardinaler, av vilka 130 har rätt att delta i påveval, så kallade kardinalelektorer. Den äldste levande kardinalen är Angelo Acerbi, född 1925. Den 21 maj 2017 utnämndes Anders Arborelius, som förste svensk någonsin, till kardinal. Arborelius upphöjdes officiellt till kardinal vid ett konsistorium den 28 juni samma år.
Ordet kardinal kommer av latinets cardinalis, vilket betyder ’viktig’, ’huvud-’, ytterst av cardo, ’dörrtapp’, ’huvudpunkt’, ’kärna’.
Det senaste konsistoriet, då påve Franciskus kreerade 21 nya kardinaler (varav 20 kardinalelektorer), ägde rum den 7 december 2024. Den äldste utnämnde kardinalen är italienaren Angelo Acerbi (född 1925) och den yngste är ukrainaren Mykola Bychok (född 1980).

## Påveval
Påven väljs oftast bland kardinalerna, även om detta inte utgör ett krav. Sedan Johannes XXIII är alla kardinaler biskopsvigda. De är antingen knutna till den romerska kurian eller tjänar som stiftsbiskop i något av världens mest anrika eller största stift. Titeln kardinal tilldelas av påven.
Ursprungligen valdes påven av präster och diakoner i Rom samt biskopar i Roms omgivningar. Detta förhållande behålls alltjämt formellt, då kardinalskollegiet växte fram ur detta prästerskap. Än i dag indelas kardinalerna i kardinalbiskopar, kardinalpräster och kardinaldiakoner.

## Kardinalbiskop
Kardinalbiskoparna, som före utnämningen måste inneha en biskopsstol, är även biskop av något av de suburbikariska stiften.

### Nuvarande kardinalbiskopar
- Giovanni Battista Re, född 1934, kardinalbiskop av Sabina-Poggio Mirteto och Ostia
- Francis Arinze, född 1932, kardinalbiskop av Velletri-Segni
- Tarcisio Bertone, född 1934, kardinalbiskop av Frascati
- José Saraiva Martins, född 1932, kardinalbiskop av Palestrina
- Pietro Parolin, född 1955, kardinalbiskop av Santi Simone e Giuda Taddeo a Torre Angela
- Leonardo Sandri, född 1943, kardinalbiskop av Santi Biagio e Carlo ai Catinari
- Marc Ouellet, född 1944, kardinalbiskop av Santa Maria in Traspontina
- Fernando Filoni, född 1946, kardinalbiskop av Nostra Signora di Coromoto in San Giovanni di Dio
- Beniamino Stella, född 1941, kardinalbiskop av Porto-Santa Rufina
- Luis Antonio Tagle, född 1957, kardinalbiskop av San Felice da Cantalice a Centocelle
- Vakant, kardinalbiskop av Albano

Två patriarker inom de katolska östkyrkorna innehar titeln kardinalbiskop, men de är inte tilldelade något suburbikariskt stift.
- Louis Raphaël I Sako, född 1948, kaldeisk-katolsk patriark av Babylon
- Bechara Boutros al-Rahi, född 1940, maronitisk patriark av Antiokia

## Kardinalpräst
De flesta kardinaler är kardinalpräster. De prelater som utses till kardinalpräst är vanligtvis ärkebiskopar för betydelsefulla stift runtom i världen; vissa kan dock inneha poster vid den romerska kurian.
Varje kardinalpräst tilldelas en titelkyrka i Rom, även om han är biskop eller ärkebiskop i ett stift någon annanstans. År 2017 fanns det 163 titelkyrkor i Rom.

## Kardinaldiakon
Kardinaldiakon är den lägsta rangen bland kardinalerna. De som utnämns till kardinaldiakoner är vanligtvis ämbetsmän vid den romerska kurian eller prelater som uppnått åttio års ålder. En kardinal som varit kardinaldiakon i minst tio år kan ansöka om att få bli utsedd till kardinalpräst.
Den äldste kardinaldiakonen (doyen) kallas kardinalprotodiakon. Han har bland annat till uppgift att från Peterskyrkans benediktionsloggia tillkännage namnet på den nye påven efter en avslutad konklav. Den 19 april 2005 var det Jorge Arturo Medina Estévez som meddelade att kardinal Joseph Ratzinger hade valts till ny påve. Den 13 februari 2013 var det Jean-Louis Tauran som meddelade att kardinal Jorge Bergoglio hade valts till ny påve. Den 8 maj 2025 var det Dominique Mamberti som meddelade att kardinal Robert Prevost hade valts till påve.

## In pectore
Vid vissa omständigheter kan påven utnämna en eller flera kardinaler in pectore (latin ’i bröstet’, ’i hjärtat’), det vill säga i hemlighet, på grund av att ett offentliggörande skulle kunna leda till förföljelser av kristna eller på annat sätt skada Kyrkan.

## Kända kardinaler i urval
- Anders Arborelius
- Francis Arinze
- Angelo Bagnasco
- Tarcisio Bertone
- Raymond Leo Burke
- Edward Cassidy
- Juan Luis Cipriani Thorne
- Julián Herranz Casado
- Walter Kasper
- Michael Michai Kitbunchu
- Renato Raffaele Martino
- Seán Patrick O'Malley
- Giovanni Battista Re
- Justin Francis Rigali
- Camillo Ruini
- Christoph Schönborn
- Angelo Sodano

## Kända avlidna kardinaler i urval
- Léon-Adolphe Amette
- Antonio Bacci
- Corrado Bafile
- Hans Urs von Balthasar
- Joseph Louis Bernardin
- Scipione Borghese
- Domenico Capranica
- Darío Castrillón Hoyos
- Alderano Cibo
- Yves Congar
- Georges Cottier
- Jean Daniélou
- Godfried Danneels
- Enrico Dante
- Roger Etchegaray
- Clemens August von Galen
- Bernardin Gantin
- Józef Glemp
- Basil Hume
- Charles Journet
- Stephen Langton
- Bernard Law
- Alfonso López Trujillo
- William Joseph Levada
- Henri de Lubac
- Jean-Marie Lustiger
- Ludovico Ludovisi
- Carlo Maria Martini
- Jules Mazarin
- Désiré-Joseph Mercier
- Rafael Merry del Val y Zulueta
- József Mindszenty
- John Henry Newman
- Nguyen Van Thuan
- Alfredo Ottaviani
- Domingo Pimentel Zúñiga
- Jean-François Paul de Gondi Retz
- Armand-Jean du Plessis Richelieu
- Jaime Sin
- Giuseppe Siri
- Alojzije Stepinac
- Leo-Jozef Suenens
- Jean-Louis Tauran
- Dionigi Tettamanzi
- Luigi Traglia
- Thomas Wolsey
- Stefan Wyszyński